# Bupyeong-gu
Bupyeong-gu (Hangul:부평구 ; Hanja:富平區) est l'un des 10 arrondissements de l'agglomération d'Incheon.
Il est situé au nord de Namdong-gu, à l'est de Seo-gu et au sud de Gyeyang-gu. La ville de Bucheon, dans la province voisine du Gyeonggi termine sa frontière à l'est.
En 1995, l'arrondissement d'Incheon-Nord ou Buk-gu (Hangul:북구 ; Hanja:北區) a été divisé en deux arrondissements, Bupyeong et Gyeyang (Hangul:계양구 ; Hanja:桂陽區). Avant les années 1970, une grande partie de la région était constituée de riches terres agricoles. Cependant, avec le développement industriel rapide et la construction de grands complexes d'appartements, les terres agricoles ont rapidement disparu, laissant place à ce qui est aujourd'hui un grand quartier urbain.
La population de Bupyeong était de 553 961 habitants en 2000 et de 514 385 habitants en 2019.

## Transports urbains
La station de Bupyeong fait la correspondance entre la ligne 1 du Métro de Séoul et la ligne 1 du Métro d'Incheon.

## Culture et économie
Bupyeong est célèbre pour les grandes implantations du constructeur GM Daewoo ainsi que pour les 6 500 m2 consacrés au GM Daewoo Design Center.
Un festival de pungmul y est organisé chaque année depuis 1977.
L'équipe professionnelle de basket-ball d'Incheon, les ET Land Elephants, joue au Samsan Gymnasium à Bupyeong.

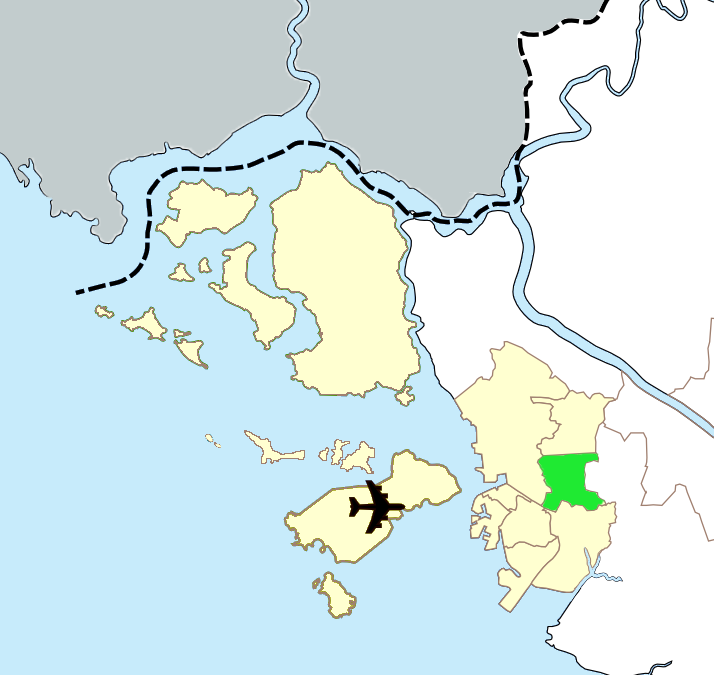
Plan d'Incheon (Bupyeong-gu en vert)